# Georges Straka
Georges Straka (nacido Jiří Straka; Tábor, Bohemia, República Checa, 22 de octubre de 1910 - Lyon, 24 de diciembre de 1993) fue un romanista y fonetista francés de origen checo.

## Vida y obra
Straka estudió Filología desde 1928 en la Universidad Carolina de Praga, donde tuvo varios profesores especialistas en fonética. El 1934 defendió la tesis doctoral en Praga, con el título Contribution à l'étude de l'amuïssement des consonnes finales en ancien français y pasó después tres años de becario en París con Mario Rocas y Oscar Bloch. De 1937 a 1939 fue profesor en el Instituto francés de Praga pero volvió a París donde existía un gobierno checo en el exilio. A partir de 1940 fue lector de la Universidad de Estrasburgo, que entonces se había establecido en Clermont-Ferrand debido a la Segunda Guerra Mundial; allí, el 25 de noviembre de 1943 fue víctima de una detención masiva de la Gestapo y deportado a Buchenwald (enero de 1944 - abril de 1945). Después de la liberación recibió la Medalla de la Resistencia y la Cruz de la Guerra. En 1946 se nacionalizó como ciudadano francés.
En 1958 defendió las tesis de habilitación en la Universidad de Estrasburgo con los títulos Poème contre une mission prêchée à Saint-Etienne (Loire) en 1821, édition d'un texte en dialecte stéphanois avec traduction, commentaire philologique et linguistique et un glossaire y Poèmes du XVIIIe siècle en dialecte de Saint-Etienne (Loire). Edition avec commentaires philologique et linguistique. Glossaire. Permaneció en la Universidad de Estrasburgo, primero como profesor adjunto de Paul Imbs, luego como profesor de fonética y de 1966 hasta la jubilación el 1979 como catedrático de Filología románica.
Su labor en la Universidad de Estrasburgo se centró en la fonética, la dialectología y la lingüística románica. Fundó en su universidad el Institut de phonétique de Strasbourg (IPS) en 1947 y el Centre de linguistique romane en 1955. Fue muy activo en la Sociedad de Lingüística Románica, para la cual organizó el congreso de 1962 en Estrasburgo; de 1953 a 1980 fue tesorero y de 1981 a 1992  fue secretario-administrador, cargo que comportaba el de editor de la Revue de linguistique romane. En 1963 fundó la revista Travaux de linguistique et de littérature (TraLiLi), que más tarde cambió por el de Travaux de linguistique et de philologie (TraLiPhi). También mantuvo relaciones con otras universidades, particularmente con la Universidad Laval de Quebec, que lo nombró doctor honoris causa, y entre sus amistades personales destacaron Kurt Baldinger y Antoni Badia.
Fue miembro correspondiente del Academia de Inscripciones y Lenguas Antiguas (1974), de la Académie royale des Sciences, des Lettres te des Beaux-Artes de Belgique (1970), de la Heidelberger Akademie der Wissenschaften (1980) y de la Academia finesa de ciencias. En 1993 recibió la medalla de oro de la Universidad de Brno.

## Publicaciones
- L'argot tchèque du camp de Buchenwald, in: Revue des études slaves 22, 1946, p. 105–116
- L'arrivée à Buchenwald, in: Témoignages Strasbourgeois: De l'Université aux Camps de Concentration, Estrasburg, 1947, p. 77–91
- Poème contre une mission prêchée à Saint-Etienne (Loire) en 1821, édition d'un texte en dialecte stéphanois avec traduction, commentaire philologique et linguistique et un glossaire. París 1954.
- Poèmes du XVIIIe siècle en dialecte de Saint-Etienne (Loire). Edition avec commentaires philologique et linguistique. Glossaire, París 1964
- amb Péla Simon: Quarante ans d'études de linguistique et de philologie à l'université de Strasbourg (1919–1959), Lovaina 1960
- Les Sons et les mots. Choix d'études de phonétique et de linguistique, París 1979 (recull d'articles menors; amb una bibliografia de Straka p. 13–28)

### Noticias necrológicas
- Pierre Swiggers: Georges Straka, notice biographique et bibliographique, Lovaina 1993
- Pierre Swiggers: Georges Straka (1910–1993), in: Orbis 37, 1994, p. 593–602
- Kurt Baldinger: Georges Straka, in: Zeitschrift für romanische Philologie 110, 1994, p. 803–810
- Albert Henry: Georges Straka, in: Bulletin de l'Académie royale de Belgique. Classe des lettres, 6e Série, vol. 5, 1994, p. 43–46
- Zdenka Stavinohová: In memoriam Professeur PhDr Georges Straka, in: Etudes Romanes de Brno 15, 1994, p. 7-8